# Từ Tĩnh Lôi
Từ Tĩnh Lôi (sinh ngày 16 tháng 4 năm 1974) là nữ diễn viên, đạo diễn người Trung Quốc, tốt nghiệp Học viện Điện ảnh Bắc Kinh năm 1997. Sau đó, cô trở lại làm giáo viên tại Khoa biểu diễn .
Dù không mấy nổi tiếng ở bên ngoài Trung Quốc nhưng Từ Tĩnh Lôi lại khá nổi tiếng ở trong nước. Đến giữa năm 2006, trang blog Tiếng Trung Quốc của cô được đánh giá là blog trực tuyến có liên kết với nhiều blog với nhiều thứ tiếng nhất theo Technorati . Cô cũng được bình chọn là một trong Tứ đại Hoa đán của màn ảnh Trung Quốc .
Cô là biên tập của tạp chí điện tử số ra hàng tháng Khai Lạp (开啦) tại địa chỉ web Kaila.com.cn, chính thức ra mắt ngày 16 tháng 4 năm 2007 .

## Tiểu sử
Cha của Từ Tĩnh Lôi là ông Từ Tử Kiến sinh ra tại Tương Đàm, Hồ Nam nhưng năm ông lên ba tuổi thì gia đình chuyển tới Song Phong, Hồ Nam nên cho đến nay gốc gác của Từ Tĩnh Lôi vẫn còn gây tranh cãi . Từ Tĩnh Lôi sinh ra tại Bắc Kinh, ngay từ nhỏ đã được cha cho theo học bộ môn thư pháp. Cô được gửi vào những trường học tốt nhất thuộc quận Triều Dương của thành phố Bắc Kinh. Từ đó cô xác định mục tiêu chính là học nghệ thuật nên đã nộp đơn vào Học viện Hý kịch Trung ương ngành Trang điểm chuyên nghiệp nhưng không thi đỗ. Sau này cô được nhận vào Học viện Điện ảnh Bắc Kinh.

## Sự nghiệp
Từ Tĩnh Lôi bắt đầu sự nghiệp với nhiều vai diễn trong sáng từ năm 1996, cô giữ phong cách này trong nhiều năm, và hình ảnh Từ Tịnh Lôi trong tâm trí người hâm mộ luôn là cô gái dễ thương gần gũi. Năm 2002, cô đạo diễn phim đầu tiên Bố và tôi, và được khen là những gương mặt đạo diễn trẻ tài năng. Cô vẫn còn đóng phim và đạo diễn, và phim Lá thư từ người đàn bà lạ mặt của cô đạt giải Đạo diễn xuất sắc nhất của Liên hoan phim Quốc tế San Sebastian năm 2004.

## Đời tư
Ngay từ khi ra mắt, Từ Tĩnh Lôi khi cùng làm việc với Hoàng Giác và Huỳnh Lập Hành đều có tin đồn tình cảm nhưng đôi bên không mấy tích cực thừa nhận .

## Phim

### Đạo diễn
| Năm  | Tên Phim                                            | Biên Kịch                                      | Hãng Phin | Diễn viên                                           | Ghi Chú |
| ---- | --------------------------------------------------- | ---------------------------------------------- | --- | --------------------------------------------------- | ------- |
| 2003 | Cha Và Tôi 我和爸爸                                 | Từ Tĩnh Lôi                                    | Bắc Kinh Dật Niệm phát triển văn hóa Bắc Kinh Bảo Lợi Hoa                                                         | Từ Tĩnh Lôi, Diệp Đại Ưng                           |         |
| 2004 | Lá thư từ người đàn bà lạ mặt 一个陌生女人的来信    | Từ Tĩnh Lôi                                    | Asian Union Film & Entertainment Asian Union Film Ltd.                                                            | Từ Tĩnh Lôi, Khương Văn, Hoàng Giác                 |         |
| 2006 | Ước mơ trở thành sự thật 梦想照进现实               | Vương Sóc                                      | Tiên Hoa Thịnh Khai ảnh nghiệp Bắc Kinh Tiên Lực ảnh thị nghệ thuật                                               | Từ Tĩnh Lôi, Hàn Đồng Sinh                          |         |
| 2010 | Nhật ký Đỗ La La 杜拉拉升职记                       | Từ Tĩnh Lôi                                    | Tập đoàn điện ảnh Trung Quốc DMG Entertainment                                                                    | Từ Tĩnh Lôi, Mạc Văn Úy, Huỳnh Lập Hành             |         |
| 2011 | Kẻ thù thân mật 亲密敌人                            | Vương Vân Triệu Mông Lưu Lực Dương Từ Tĩnh Lôi | Tiên Hoa Thịnh Khai ảnh nghiệp Tập đoàn điện ảnh Trung Quốc                                                       | Từ Tĩnh Lôi, Huỳnh Lập Hành                         |         |
| 2015 | Có Một Nơi Chỉ Chúng Ta Biết 有一个地方只有我们知道 | Vương Sóc                                      | Bắc Kinh Tiên Hoa Thịnh Khai ảnh nghiệp                                                                           | Từ Tĩnh Lôi, Vương Lệ Khôn, Ngô Diệc Phàm           |         |
| 2017 | Kẻ bắt cóc 绑架者                                   | Từ Tĩnh Lôi Dương Dục Thư                      | Vạn Đạt ảnh thị Bắc Kinh Tiên Hoa Thịnh Khai ảnh nghiệp Bắc Kinh Hoa Lục Bách Nạp ảnh thị Ma Cát ngu nhạc kinh kỉ | Huỳnh Lập Hành, Bạch Bách Hà, Minh Đạo, Từ Tĩnh Lôi |         |

### Điện ảnh
| Năm  | Tên Phim                                            | Vai                 | Ghi Chú    |
| ---- | --------------------------------------------------- | ------------------- | ---------- |
| 1996 | Người chồng đột ngột 忽然丈夫                       |                     |            |
| 1997 | Súp gia vị tình yêu 爱情麻辣烫                      | Lâm Vũ Thanh        |            |
| 1997 | Tình yêu của tôi nói với anh 我的爱对你说           |                     |            |
| 1997 | Một đêm giàu có 一夜富贵                            |                     |            |
| 1998 | Phong Vân: Hùng Bá Thiên Hạ 风云之雄霸天下          | Phượng Vũ           |            |
| 2002 | Hoa nhãn 花眼                                       | Tiểu Hác            |            |
| 2002 | Nỗi nhớ cái đẹp của tôi 我的美丽乡愁                | Tuyết Nhi           |            |
| 2002 | Tàu điện ngầm mùa xuân 开往春天的地铁               | Lưu Tiểu Huệ        |            |
| 2003 | I love you 我爱你                                   | Du Tiều Quân        |            |
| 2003 | Song hùng 双雄                                      | Trác Mẫn            |            |
| 2003 | Cha Và Tôi 我和爸爸                                 | Tiểu Ngư            |            |
| 2004 | Brothers 兄弟                                       | Tuyết Nhi           |            |
| 2004 | Tình đầu, Tình cuối 最后的爱，最初的爱              | Phương Mẫn          |            |
| 2005 | Lá thư từ người đàn bà lạ mặt 一个陌生女人的来信    | Thiếu nữ, Nữ nhân   |            |
| 2006 | Ước mơ trở thành sự thật 梦想照进现实               | Diễn viên           |            |
| 2006 | Thương thành 伤城                                   | Chu Thục Trân       |            |
| 2007 | Đầu danh trạng 投名状                               | Liên Sinh           |            |
| 2008 | Thời đại từ biệt 告别的时代                         |                     | MV âm nhạc |
| 2009 | Tân Túc sự kiện 新宿事件                            | Yuko Eguchi         |            |
| 2010 | Nhật ký Đỗ La La 杜拉拉升职记                       | Đỗ La La            |            |
| 2011 | Tương ái 将爱情进行到底                             | Văn Huệ             |            |
| 2011 | Kẻ thù thân mật 亲密敌人                            | Ngãi Mễ             |            |
| 2013 | Better And Better 越来越好之村晚                    | Lưu Thục Phân       |            |
| 2014 | Một bước đi 触不可及                                | Ảnh Tử              |            |
| 2015 | Có Một Nơi Chỉ Chúng Ta Biết 有一个地方只有我们知道 | Trần Lan Tâm        |            |
| 2017 | Chiếm đoạt ký ức 记忆大师                           | Trương Đại Thần     |            |
| 2018 | Thành phố dục vọng 低压槽                           | Cung Điền Huệ Mỹ Tử |            |

### Truyền hình
| Năm  | Tên Phim                                       | Vai                                 | Ghi Chú      |
| ---- | ---------------------------------------------- | ----------------------------------- | ------------ |
| 1994 | Bạn cùng lớp 不羁的青春                        |                                     |              |
| 1996 | Chuyện tình Bắc Kinh 北京爱情故事              |                                     |              |
| 1997 | Chuyện phong hoa tuyết nguyệt 一场风花雪月的事 | Lữ Nguyệt Nguyệt                    |              |
| 1998 | Tương ái 将爱情进行到底                        | Văn Huệ                             |              |
| 1999 | Phích Lịch Bồ Tát 霹雳菩萨                     | A Đắc                               |              |
| 1999 | Tài thần đến rồi 财神到                        | Tiểu Ngọc                           |              |
| 1999 | Thư tình 情书                                  | Hạ Lâm                              |              |
| 2000 | Tân thời đại ngôn tình 新言情时代              | Doãn Phi                            |              |
| 2000 | Trận chiến thế kỷ 世纪之战                     | Nguyễn Thiểu Mai / Nguyễn Thiểu Cúc |              |
| 2000 | Lữ "Áo" nhất gia nhân 旅"奥"一家人             |                                     |              |
| 2000 | Tình cảm tích góp 堆积情感                     | Vu Tinh Tinh                        |              |
| 2001 | Nhượng ai tác chủ 让爱作主                     | Lâu Gia Nghi                        |              |
| 2001 | Long đường 龙堂                                | Đinh Mẫn                            |              |
| 2001 | Duyên phận dưới bầu trời 天空下的缘分          | Đỗ Mạch                             |              |
| 2005 | Đậu Khấu Niên Hoa 豆蔻年华                     | Lâm Lam                             |              |
| 2018 | Bạn học 200 triệu tuổi 同学两亿岁              |                                     | Nhà sản xuất |

### Kịch nói
| Năm  | Tên                                | Đạo diễn        |
| ---- | ---------------------------------- | --------------- |
| 1993 | Âm luyến đào hoa nguyên 暗恋桃花源 | Lại Thanh Xuyên |
| 1994 | Tôi yêu XXX 我爱XXX                | Mạnh Kinh Huy   |

### Lồng tiếng
| Năm  | Tên                          |
| ---- | ---------------------------- |
| 2006 | Mononoke Hime 魔法公主       |
| 2006 | Vương quốc xe hơi            |
| 2007 | My Blueberry Nights 蓝莓之夜 |
| 2011 | Thiên tứ 天赐                |

## Tạp chí định kỳ
| Ngày                | Tên                           | Nội dung                                               |
| ------------------- | ----------------------------- | ------------------------------------------------------ |
| 16 tháng 4 năm 2007 | Khai lạp 开啦                 | Tạp chí lối sống cao cấp toàn diện                     |
| 12 tháng 5 năm 2008 | Khai lạp nhai phách 开啦街拍  | Đường phố toàn cầu +tạp chí điện tử thông tin xu hướng |
| 25 tháng 2 năm 2009 | Khai lạp chức trường 开啦职场 | Nhiều thứ mà nhân viên văn phòng quan tâm              |

## Âm nhạc

### Đạo diễn
Hát vang (Lý Vũ Xuân) - Show Super Girl

### Đĩa đơn
2006 Ước mờ trở thành sự thật (Bài hát cùng tên phim) - công ty Do thái hợp mạch điền xướng phiến (Taihe Rye Music) sản xuất 

## Show truyền hình thực tế
5 tháng 5 năm 2018 - Khóa giới ca vương mùa 3

## Hoạt động xã hội
Tại Chi nhánh Bắc Kinh của Liên đoàn sử tử Trung Quốc, ngày 21 tháng 1 năm 2006, quỹ phúc lợi người khuyết tật Trung Quốc lễ khai mạc " Hành động khải minh", làm đại sứ của Liên đoàn sư tử Trung Quốc . Quỹ văn hóa Từ Tĩnh Lội được thành lập vào tháng 6 và dự án đầu tiên của quỹ, thư viện chữ nổi của trường mù Bắc Kinh, đã được công bố. Bộ phim "Ước mơ trở thành sự thật", mỗi vé xem phim được bán, giúp tặng một đô la cho quỹ phúc lợi công cộng .
25 tháng 10 năm 2009, cô phục vự với tư cách là "Giáo sư Hồ Điệp" tại gian hàng doanh nghiệp Thượng Hải tại Expo 2010 Thượng Hải Trung Quốc .

## Giải thưởng

### Phim

#### Liên hoan phim sinh viên đại học Bắc Kinh
| Năm  | Hạng mục                    | Phim                          | Kết quả   | Ghi chú |
| ---- | --------------------------- | ----------------------------- | --------- | ------- |
| 2002 | Nữ diễn viên được yêu thích | Tàu điện ngầm mùa xuân        | Đoạt giải |         |
| 2007 | Đạo diễn được yêu thích     | Lá thư từ người đàn bà lạ mặt | Đoạt giải |         |

#### Liên hoan Phim Hoa Kỳ -  Trung Quốc
| Năm  | Hạng mục               | Phim             | Kết quả   | Ghi chú |
| ---- | ---------------------- | ---------------- | --------- | ------- |
| 2010 | Đạo diễn xuất sắc nhất | Nhật ký Đỗ La La | Đoạt giải | [ 17 ]  |

#### Hiệp hội đạo diễn điện ảnh Trung Quốc
| Năm  | Hạng mục                   | Phim             | Kết quả   | Ghi chú |
| ---- | -------------------------- | ---------------- | --------- | ------- |
| 2011 | Đạo diễn trẻ xuất sắc nhất | Nhật ký Đỗ La La | Đoạt giải |         |

#### Giải thưởng truyền thông điện ảnh Trung Quốc
| Năm  | Hạng mục                               | Phim             | Kết quả   | Ghi chú |
| ---- | -------------------------------------- | ---------------- | --------- | ------- |
| 2002 | Nữ diễn viên xuất sắc nhất             | Hoa nhãn         | Đề cử     |         |
| 2003 | Nữ diễn viên nổi tiếng nhất            | I love you       | Đoạt giải |         |
| 2004 | Đạo diễn xuất sắc nhất                 | Chà Và Tôi       | Đề cử     |         |
| 2004 | Nữ diễn viên xuất sắc nhất             | Chà Và Tôi       | Đề cử     |         |
| 2004 | Kịch bản xuất sắc nhất                 | Chà Và Tôi       | Đoạt giải | [ 18 ]  |
| 2004 | Đạo diễn mới xuất sắc nhất             | Chà Và Tôi       | Đoạt giải | [ 18 ]  |
| 2004 | Nữ diễn viên nổi tiếng nhất (Giải Bạc) | Chà Và Tôi       | Đoạt giải | [ 18 ]  |
| 2011 | Nữ diễn viên được mong đợi nhất        | Nhật ký Đỗ La La | Đề cử     | [ 19 ]  |

#### Giải Kim Kê
| Năm  | Hạng mục                       | Phim                    | Kết quả   | Ghi chú |
| ---- | ------------------------------ | ----------------------- | --------- | ------- |
| 2003 | Nữ diễn viên phụ xuất sắc nhất | Nỗi nhớ cái đẹp của tôi | Đoạt giải | [ 20 ]  |
| 2003 | Đạo diễn ra mắt xuất sắc nhất  | Cha và Tôi              | Đoạt giải | [ 20 ]  |

#### Giải Kim Phượng
| Năm  | Hạng mục           | Phim                | Kết quả   | Ghi chú |
| ---- | ------------------ | ------------------- | --------- | ------- |
| 1999 | Giải thưởng xã hội | Súp gia vị tình yêu | Đoạt giải |         |

#### Hiệp hội các nhà quay phim điện ảnh Hồng Kông
| Năm  | Hạng mục                   | Phim         | Kết quả   | Ghi chú |
| ---- | -------------------------- | ------------ | --------- | ------- |
| 2007 | Nữ diễn viên lôi cuốn nhất | Thương thành | Đoạt giải | [ 21 ]  |

#### Giải Hoa Biểu
| Năm  | Hạng mục                  | Phim                    | Kết quả   | Ghi chú |
| ---- | ------------------------- | ----------------------- | --------- | ------- |
| 2003 | Nữ diễn viên xuất sắc     | Nỗi nhớ cái đẹp của tôi | Đề cử     |         |
| 2003 | Nữ diễn viên mới xuất sắc | I love you              | Đoạt giải | [ 22 ]  |

#### Giải Bách Hoa
| Năm  | Hạng mục                   | Phim                   | Kết quả   | Ghi chú |
| ---- | -------------------------- | ---------------------- | --------- | ------- |
| 2003 | Nữ diễn viên xuất sắc nhất | Tàu điện ngầm mùa xuân | Đoạt giải | [ 23 ]  |

#### Liên hoan phim quốc tế Macao
| Năm  | Hạng mục               | Phim             | Kết quả | Ghi chu |
| ---- | ---------------------- | ---------------- | ------- | ------- |
| 2010 | Đạo diễn xuất sắc nhất | Nhật ký Đỗ La La | Đề cử   |         |

#### Liên hoan phim quốc tế San Sebastián
| Năm  | Hạng mục                             | Phim                          | Kết quả   | Ghi chú |
| ---- | ------------------------------------ | ----------------------------- | --------- | ------- |
| 2004 | Vỏ Sò bạc cho đạo diễn xuất sắc nhất | Lá thư từ người đàn bà lạ mặt | Đoạt giải | [ 24 ]  |